# Élections législatives de 1951 dans la Loire
Les élections législatives françaises de 1951 se tiennent le 17 juin. Ce sont les deuxièmes élections législatives de la Quatrième République.

## Mode de scrutin
Représentation proportionnelle plurinominale suivant la méthode du plus fort reste dans 103 circonscriptions, conformément à la loi des apparentements : les listes qui se sont « apparentées » avant l'élection remportent tous les sièges de la circonscription si leurs voix ajoutées obtiennent la majorité absolue des suffrages exprimés. Il y a 629 sièges à pourvoir.
Le vote préférentiel est admis. 
Dans le département de la Loire, huit députés sont à élire.

## Candidats

### Liste d'Union nationale présentée par le MRP, l'Union des indépendants, des paysans et des républicains nationaux et l'UDSR
| N° | Candidats | Candidats                 | Parti | Principales fonctions                                                                                             |
| -- | --------- | ------------------------- | ----- | --- |
| 01 |           | Georges Bidault           | MRP   | Vice-Président du Conseil des Ministres                                                                           |
| 02 |           | Antoine Pinay             | CNIP  | Maire de Saint-Chamond, Président du Conseil général, Ministre des travaux publics, des transports et du tourisme |
| 03 |           | Eugène Claudius-Petit     | UDSR  | Ministre de la reconstruction et de l'urbanisme, professeur, Firminy                                              |
| 04 |           | Alexandre de Fraissinette | CNIP  | Avocat, Maire de Saint-Étienne                                                                                    |
| 05 |           | Jean-Eugène Violet        | CNIP  | Négociant P.M.E., Saint-Étienne                                                                                   |
| 06 |           | Claude Mont               | MRP   | Conseiller général du canton de Noirétable, député sortant, professeur                                            |
| 07 |           | Michel Jacquet            | CNIP  | Conseiller général du canton de Boën-sur-Lignon, maire de Saint-Étienne-le-Molard, négociant                      |
| 08 |           | Henri Bergeret            | MRP   | Adjoint au maire de Saint-Étienne, député sortant, retraité SNCF                                                  |

### Liste d'union républicaine, résistante et antifasciste présentée par le Parti communiste français
| N° | Candidats | Candidats       | Parti | Principales fonctions                                                                                        |
| -- | --------- | --------------- | ----- | --- |
| 01 |           | Marius Patinaud | PCF   | Député sortant, ancien Sous-secrétaire d'État au travail, graveur sur armes                                  |
| 02 |           | Denise Bastide  | PCF   | Député sortant, infirmière, ancienne résistante déportée                                                     |
| 03 |           | Albert Masson   | PCF   | Député sortant, conseiller municipal de Roanne, ajusteur, ancien résistant                                   |
| 04 |           | Claudius Vial   | PCF   | Agriculteur, Saint-Martin-d'Estréaux                                                                         |
| 05 |           | Claudius Buard  | PCF   | Instituteur, conseiller municipal de Saint-Étienne, conseiller général du canton de Firminy, ancien sénateur |
| 06 |           | Louis Perrichon | PCF   | Mineur de fond, conseiller municipal de Saint-Étienne                                                        |
| 07 |           | Jeanne Pitaval  | PCF   | Ménagère |
| 08 |           | Alfred Perraz   | PCF   | Architecte, conseiller municipal de Saint-Chamond                                                            |

### Liste du Rassemblement du peuple français
| N° | Candidats | Candidats                   | Parti | Principales fonctions                                                                          |
| -- | --------- | --------------------------- | ----- | ---------------------------------------------------------------------------------------------- |
| 01 |           | Jean Nocher (Gaston Charon) | RPF   | Journaliste, interné de la Résistance, Rosette de la Résistance                                |
| 02 |           | Pierre Desgranges           | RPF   | Industriel, maire d'Andrézieux, ancien déporté, Médaille de la Résistance                      |
| 03 |           | Lucien Neuwirth             | RPF   | Commerçant, adjoint au maire de Saint-Étienne, Rosette de la Résistance                        |
| 04 |           | Eugène Déchelette           | RPF   | Industriel à Roanne, Compagnon de la Libération                                                |
| 05 |           | Alfred Bonnet               | RPF   | Représentant, conseiller municipal de Firminy                                                  |
| 06 |           | François Fabre              | RPF   | Agent technique électricien des Aciéries de la Marine de Saint-Chamond                         |
| 07 |           | François Eyraud             | RPF   | Docteur en médecine, chirurgien à Feurs                                                        |
| 08 |           | Paul Pasqualini             | RPF   | Directeur d'usine, conseiller général, conseiller municipal de Saint-Étienne, ancien résistant |

### Liste paysanne présentée par le Rassemblement des groupes républicains et indépendants français
| N° | Candidats | Candidats          | Parti | Principales fonctions                                                                |
| -- | --------- | ------------------ | ----- | ------------------------------------------------------------------------------------ |
| 01 |           | Jean Pupat         | RGRIF | Agriculteur, maire de Civens                                                         |
| 02 |           | François Bernardet | RGRIF | Agriculteur à Charlieu                                                               |
| 03 |           | Claude Perrin      | RGRIF | Agriculteur à Saint-Genest-Lerpt, Président de la Fédération des producteurs de lait |
| 04 |           | Benoit Bost        | RGRIF | Agriculteur, Président du syndicat agricole de Crémeaux                              |
| 05 |           | Marius Subrin      | RGRIF | Agriculteur, maire de Saint-Martin-Lestra                                            |
| 06 |           | Mathieu Paret      | RGRIF | Agriculteur à Chavanay                                                               |
| 07 |           | Joannès Cortay     | RGRIF | Agriculteur à Saint-Symphorien-de-Lay                                                |
| 08 |           | Antoine Nicolas    | RGRIF | Agriculteur, Président de la caisse départementale du Crédit agricole                |

### Liste du Parti radical-socialiste et de la SFIO
| N° | Candidats | Candidats         | Parti   | Principales fonctions                                                                                |
| -- | --------- | ----------------- | ------- | --- |
| 01 |           | André Fiéloux     | Radical | Avoué, conseiller municipal de Bonson                                                                |
| 02 |           | Benoit Roiron     | SFIO    | Commerçant à Lorette                                                                                 |
| 03 |           | Joseph Masson     | SFIO    | Directeur d'école honoraire, conseiller général du canton de Saint-Etienne-Sud-Est, ancien résistant |
| 04 |           | Benoit Santarelli | Radical | Avocat à Roanne                                                                                      |
| 05 |           | Jean Blanchet     | Radical | Journaliste                                                                                          |
| 06 |           | Eugène Condamin   | SFIO    | Artisan charpentier, conseiller général, maire de Rive-de-Gier                                       |
| 07 |           | Antoine Courtial  | SFIO    | Cultivateur et hôtelier, conseiller général du canton de Saint-Jean-Soleymieux, maire de Luriecq     |
| 08 |           | Eugène Schneider  | Radical | Employé                                                                                              |

## Élus
| Député sortant        | Parti | Parti | Député élu ou réélu                     | Parti | Parti |
| --------------------- | ----- | ----- | --------------------------------------- | ----- | ----- |
| Marius Patinaud       |       | PCF   | Marius Patinaud                         |       | PCF   |
| Denise Bastide        |       | PCF   | Denise Bastide décédée le 1er mars 1952 |       | PCF   |
| Albert Masson         |       | PCF   | Jean Nocher                             |       | RPF   |
| Georges Bidault       |       | MRP   | Georges Bidault                         |       | MRP   |
| Claude Mont           |       | MRP   | Pierre Desgranges                       |       | RPF   |
| Henri Bergeret        |       | MRP   | Jean Pupat                              |       | CNIP  |
| Eugène Claudius-Petit |       | UDSR  | Eugène Claudius-Petit                   |       | UDSR  |
| Antoine Pinay         |       | CNIP  | Antoine Pinay                           |       | CNIP  |

## Résultats

### Résultats à l'échelle du département
- Les listes d'Union nationale (MRP-CNIP-UDSR), du RGRIF et du bloc des gauches (Rad soc-SFIO) se sont apparentées.
- Leurs voix cumulées représentant moins de 50% des exprimés, les sièges sont répartis à la proportionnelle entre tous les partis.
- Le score de l'apparentement est considéré comme celui d'une liste pour la répartition générale, ensuite la répartition interne des sièges entre apparentées se fait également à la proportionnelle.

| Parti    | Parti           | Tête de liste   | Résultats | Résultats | Sièges |  |
| Parti    | Parti           | Tête de liste   | Voix      | %         |        |  |
| -------- | --------------- | --------------- | --------- | --------- | ------ |  |
|          | MRP-CNIP-UDSR * | Georges Bidault | 91 328    | 31,23     | 3      |  |
|          | PCF             | Marius Patinaud | 81 499    | 27,87     | 2      |  |
|          | RPF             | Jean Nocher     | 66 324    | 22,68     | 2      |  |
|          | RGRIF *         | Jean Pupat      | 25 656    | 8,77      | 1      |  |
|          | Rad soc-SFIO *  | André Fieloux   | 25 593    | 8,75      | 0      |  |
|          |                 |                 |           |           |        |  |
| Inscrits | Inscrits        | Inscrits        | 377 435   | 100,00    | 8      |  |
| Votants  | Votants         | Votants         | 300 063   | 79,50     |        |  |
| Exprimés | Exprimés        | Exprimés        | 292 398   | 97,45     |        |  |